# Schidax semissaria
Schidax semissaria är en fjärilsart som beskrevs av Herrich-Schäffer 1854. Schidax semissaria ingår i släktet Schidax och familjen Uraniidae. Inga underarter finns listade.